# Trichospermum psilocladum
Trichospermum psilocladum är en malvaväxtart som beskrevs av Elmer Drew Merrill och Perry. Trichospermum psilocladum ingår i släktet Trichospermum och familjen malvaväxter. Inga underarter finns listade i Catalogue of Life.